# الدوري السوري الممتاز 2001-02
الدوري السوري الممتاز 2001-02 هو الموسم الحادي والثلاثين من مواسم بطولة الدوري السوري الممتاز لكرة القدم منذ إنشائها، والذي تنافست فيه الأندية الإثنى عشر الأفضل على مستوى سوريا في كرة القدم، بحيث لعب كل فريق ضد الفرق الثلاثة عشر الأخرى مباراتين إحداهما على أرضه والأخرى خارجها، ثُمّ انتقلت الأندية الأربعة صاحبة المراكز الأولى إلى المرحلة التالية لتتنافس على الفوز بالبطولة، بينما هبط الفريقان صاحبا المركزين الأخيرين، لكي يحل محلها في الموسم التالي أفضل أربعة فرق في دوري الدرجة الثانية.
بدأت منافسات موسم عام 2001-2002 من بطولة الدوري السوري الممتاز لكرة القدم في 20 سبتمبر (أيلول) 2001، واستمرت حتى 10 مارس (آذار) 2002. وتوج فريق نادي الجيش بلقب هذا الموسم من البطولة، بعد أن احتل صدارة الترتيب النهائي للفرق المشاركة بفارق تسع نقطتين عن نادي الاتحاد الحلبي الذي احتل مركز الوصافة، وبقارق 8 نقاط عن نادي الوحدة الدمشقي الذي احتل المركز الثالث، وكان هذا هو لقب الدوري الممتاز الثاني على التوالي الذي يحرزه نادي الجيش الذي أحرز لقب الموسم السابق من البطولة، واللقب التاسع في تاريخه، كما حقق أيضًا في نفس العام  ثنائية بحصوله على لقب بطل كأس سوريا بعدما أحرز الفوز في المباراة النهائية أمام نادي جبلة. 
قرر الاتحاد السوري لكرة القدم لأسباب غير واضحة استبعاد ناديين من المُشاركة في منافسات البطولة خلال هذا الموسم، وهما نادي الجهاد ونادي تشرين، واعتبرت نتائج المباريات التي لعبتها الفرق الأخرى ضد هذين الناديين ملغاة، وبذلك لم يهبط أي من الفرق المُشاركة في البطولة إلى دوري القسم الثاني لكرة القدم. وتزامن هذا الموسم مع تطبيق الإصلاحات الشاملة التي أدخلها الاتحاد الآسيوي لكرة القدم على المسابقات القارية والتي قضت بأن يتأهل في نهاية الموسم كل من الفريق حامل اللقب ووصيفه إلى دوري أبطال آسيا الجديد.

## الفرق المشاركة
شارك في موسم عام 2001-2002 من بطولة الدوري السوري الممتاز لكرة القدم 12 فريقًا، وهم:
- نادي حطين
- نادي الكرامة
- نادي الوثبة
- نادي الجيش
- نادي جبلة
- نادي الوحدة
- نادي الاتحاد الحلبي
- نادي المجد
- نادي الحرية
- نادي الجهاد
- نادي تشرين
- نادي أمية

## جدول الدوري
| م  | الفريق              | لعب | فاز | تعادل | خسر | له | عليه | +/- | النقاط |
| -- | ------------------- | --- | --- | ----- | --- | -- | ---- | --- | ------ |
| 1  | نادي الجيش          | 18  | 10  | 7     | 1   | 29 | 9    | +23 | 37     |
| 2  | نادي الاتحاد الحلبي | 18  | 10  | 5     | 3   | 29 | 14   | +15 | 35     |
| 3  | نادي الوحدة         | 18  | 8   | 5     | 5   | 28 | 18   | +10 | 28     |
| 4  | نادي الكرامة        | 18  | 7   | 4     | 7   | 24 | 22   | +2  | 25     |
| 5  | نادية أمية          | 18  | 6   | 6     | 6   | 26 | 24   | +2  | 24     |
| 6  | نادي حطين           | 18  | 5   | 7     | 6   | 30 | 32   | -2  | 22     |
| 7  | نادي جبلة           | 18  | 5   | 5     | 8   | 21 | 29   | -8  | 20     |
| 8  | نادي الوثبة         | 18  | 4   | 5     | 9   | 21 | 38   | -17 | 17     |
| 9  | نادي الحرية         | 18  | 3   | 7     | 8   | 23 | 35   | -12 | 16     |
| 10 | نادي المجد          | 18  | 3   | 7     | 8   | 27 | 40   | -13 | 16     |
| 11 | نادي الجهاد         | 21  | 8   | 8     | 5   | 30 | 24   | +6  | 32     |
| 12 | نادي تشرين          | 21  | 3   | 8     | 10  | 22 | 38   | -16 | 17     |

|  | بطل الدوري                   |
|  | الاستبعاد من منافسات البطولة |